# ناوبری کور (فیلم ۲۰۲۰)
ناوبری کور یا موقعیت‌یابی کورکورانه همچنین با عناوین حساب مرده و یا زمان انتقام  نیز شناخته می‌شود. (به انگلیسی: Dead Reckoning) یک فیلم ویدئویی اکشن و دلهره‌آور آمریکایی به کارگردانی آندری بارتکویاک با بازی کی جی آپا، ایندیا آیسلی، اسکات ادکینز و جیمز رمار است. این فیلم در سال ۲۰۱۶ با عنوان صخره آلتار فیلمبرداری شد. و تاریخ ۱۳ نوامبر سال ۲۰۲۰ به صورت ویدئو هنگام درخواست منتشر شد.

## بازیگران اصلی
- کی جی آپا در نقش نیکو
- ایندیا آیسلی در نقش تیلی گاردنر
- اسکات ادکینز در نقش مارکو
- جیمز رمار در نقش نماینده ریچارد کانترل
- الی کرنل در نقش جنیفر کرین
- سیدنی پارک در نقش فلیسیتی

## داستان
داستان برگرفته از بمب گذاری بزرگ رخ داده در ماراتن بوستون در سال ۲۰۱۳ می‌باشد که تا مدت ها همگان را در بهت فرو برده بود.